# Rc-o319
Rc-o319 là một chủng virus corona liên quan đến hội chứng hô hấp cấp tính nặng có nguồn gốc từ dơi được thu thập ở dơi móng ngựa Nhỏ Nhật Bản (Rhinolophus cornutus) ở Iwate, Nhật Bản. Chủng này có mã gen tương đồng 81% với SARS-CoV-2 và là nhánh chủng sớm nhất của virus corona liên quan đến SARS-CoV-2.
panCây phát sinh loài dựa trên trình tự toàn bộ bộ gen của SARS-CoV-2 và các virus corona liên quan:
|  | SL-ZXC21, 88% tương đồng với SARS-COV-2, Rhinolophus pusillus, Chu Sơn, Chiết Giang |
|  |                                                                                     |
|  | SL-ZC45, 88% tương đồng với SARS-COV-2, Rhinolophus pusillus, Chu Sơn, Chiết Giang  |
|  |                                                                                     |

|  | RshSTT182, 92.6% tương đồng với SARS-COV-2, Rhinolophus shameli, Steung Treng, Campuchia |
|  |                                                                                          |
|  | RshSTT200, 92.6% tương đồng với SARS-COV-2, Rhinolophus shameli, Steung Treng, Campuchia |
|  |                                                                                          |

|  | RacCS203, 91.5% tương đồng với SARS-COV-2, Rhinolophus acuminatus, Chachoengsao, Thái Lan |
|  |                                                                                           |
|  | RmYN02, 93.3% tương đồng với SARS-COV-2, Rhinolophus malayanus Mãnh Lạp, Vân Nam          |
|  |                                                                                           |

|  | RaTG13, 96.1% tương đồng với SARS-COV-2, Rhinolophus affinis, Huyện tự trị dân tộc Cáp Nê Mặc Giang, Vân Nam |
|  | |
|  | SARS-CoV-2                                                                                                   |
|  | |

|  | RshSTT182, 92.6% tương đồng với SARS-COV-2, Rhinolophus shameli, Steung Treng, Campuchia |
|  |                                                                                          |
|  | RshSTT200, 92.6% tương đồng với SARS-COV-2, Rhinolophus shameli, Steung Treng, Campuchia |
|  |                                                                                          |

|  | RacCS203, 91.5% tương đồng với SARS-COV-2, Rhinolophus acuminatus, Chachoengsao, Thái Lan |
|  |                                                                                           |
|  | RmYN02, 93.3% tương đồng với SARS-COV-2, Rhinolophus malayanus Mãnh Lạp, Vân Nam          |
|  |                                                                                           |

|  | RaTG13, 96.1% tương đồng với SARS-COV-2, Rhinolophus affinis, Huyện tự trị dân tộc Cáp Nê Mặc Giang, Vân Nam |
|  | |
|  | SARS-CoV-2                                                                                                   |
|  | |

|  | RshSTT182, 92.6% tương đồng với SARS-COV-2, Rhinolophus shameli, Steung Treng, Campuchia |
|  |                                                                                          |
|  | RshSTT200, 92.6% tương đồng với SARS-COV-2, Rhinolophus shameli, Steung Treng, Campuchia |
|  |                                                                                          |

|  | RacCS203, 91.5% tương đồng với SARS-COV-2, Rhinolophus acuminatus, Chachoengsao, Thái Lan |
|  |                                                                                           |
|  | RmYN02, 93.3% tương đồng với SARS-COV-2, Rhinolophus malayanus Mãnh Lạp, Vân Nam          |
|  |                                                                                           |

|  | RaTG13, 96.1% tương đồng với SARS-COV-2, Rhinolophus affinis, Huyện tự trị dân tộc Cáp Nê Mặc Giang, Vân Nam |
|  | |
|  | SARS-CoV-2                                                                                                   |
|  | |

|  | RshSTT182, 92.6% tương đồng với SARS-COV-2, Rhinolophus shameli, Steung Treng, Campuchia |
|  |                                                                                          |
|  | RshSTT200, 92.6% tương đồng với SARS-COV-2, Rhinolophus shameli, Steung Treng, Campuchia |
|  |                                                                                          |

|  | RacCS203, 91.5% tương đồng với SARS-COV-2, Rhinolophus acuminatus, Chachoengsao, Thái Lan |
|  |                                                                                           |
|  | RmYN02, 93.3% tương đồng với SARS-COV-2, Rhinolophus malayanus Mãnh Lạp, Vân Nam          |
|  |                                                                                           |

|  | RaTG13, 96.1% tương đồng với SARS-COV-2, Rhinolophus affinis, Huyện tự trị dân tộc Cáp Nê Mặc Giang, Vân Nam |
|  | |
|  | SARS-CoV-2                                                                                                   |
|  | |

|  | RshSTT182, 92.6% tương đồng với SARS-COV-2, Rhinolophus shameli, Steung Treng, Campuchia |
|  |                                                                                          |
|  | RshSTT200, 92.6% tương đồng với SARS-COV-2, Rhinolophus shameli, Steung Treng, Campuchia |
|  |                                                                                          |

|  | RacCS203, 91.5% tương đồng với SARS-COV-2, Rhinolophus acuminatus, Chachoengsao, Thái Lan |
|  |                                                                                           |
|  | RmYN02, 93.3% tương đồng với SARS-COV-2, Rhinolophus malayanus Mãnh Lạp, Vân Nam          |
|  |                                                                                           |

|  | RaTG13, 96.1% tương đồng với SARS-COV-2, Rhinolophus affinis, Huyện tự trị dân tộc Cáp Nê Mặc Giang, Vân Nam |
|  | |
|  | SARS-CoV-2                                                                                                   |
|  | |

|  | RshSTT182, 92.6% tương đồng với SARS-COV-2, Rhinolophus shameli, Steung Treng, Campuchia |
|  |                                                                                          |
|  | RshSTT200, 92.6% tương đồng với SARS-COV-2, Rhinolophus shameli, Steung Treng, Campuchia |
|  |                                                                                          |

|  | RacCS203, 91.5% tương đồng với SARS-COV-2, Rhinolophus acuminatus, Chachoengsao, Thái Lan |
|  |                                                                                           |
|  | RmYN02, 93.3% tương đồng với SARS-COV-2, Rhinolophus malayanus Mãnh Lạp, Vân Nam          |
|  |                                                                                           |

|  | RaTG13, 96.1% tương đồng với SARS-COV-2, Rhinolophus affinis, Huyện tự trị dân tộc Cáp Nê Mặc Giang, Vân Nam |
|  | |
|  | SARS-CoV-2                                                                                                   |
|  | |

|  | RshSTT182, 92.6% tương đồng với SARS-COV-2, Rhinolophus shameli, Steung Treng, Campuchia |
|  |                                                                                          |
|  | RshSTT200, 92.6% tương đồng với SARS-COV-2, Rhinolophus shameli, Steung Treng, Campuchia |
|  |                                                                                          |

|  | RacCS203, 91.5% tương đồng với SARS-COV-2, Rhinolophus acuminatus, Chachoengsao, Thái Lan |
|  |                                                                                           |
|  | RmYN02, 93.3% tương đồng với SARS-COV-2, Rhinolophus malayanus Mãnh Lạp, Vân Nam          |
|  |                                                                                           |

|  | RaTG13, 96.1% tương đồng với SARS-COV-2, Rhinolophus affinis, Huyện tự trị dân tộc Cáp Nê Mặc Giang, Vân Nam |
|  | |
|  | SARS-CoV-2                                                                                                   |
|  | |

|  | RshSTT182, 92.6% tương đồng với SARS-COV-2, Rhinolophus shameli, Steung Treng, Campuchia |
|  |                                                                                          |
|  | RshSTT200, 92.6% tương đồng với SARS-COV-2, Rhinolophus shameli, Steung Treng, Campuchia |
|  |                                                                                          |

|  | RacCS203, 91.5% tương đồng với SARS-COV-2, Rhinolophus acuminatus, Chachoengsao, Thái Lan |
|  |                                                                                           |
|  | RmYN02, 93.3% tương đồng với SARS-COV-2, Rhinolophus malayanus Mãnh Lạp, Vân Nam          |
|  |                                                                                           |

|  | RaTG13, 96.1% tương đồng với SARS-COV-2, Rhinolophus affinis, Huyện tự trị dân tộc Cáp Nê Mặc Giang, Vân Nam |
|  | |
|  | SARS-CoV-2                                                                                                   |
|  | |

|  | SL-ZXC21, 88% tương đồng với SARS-COV-2, Rhinolophus pusillus, Chu Sơn, Chiết Giang |
|  |                                                                                     |
|  | SL-ZC45, 88% tương đồng với SARS-COV-2, Rhinolophus pusillus, Chu Sơn, Chiết Giang  |
|  |                                                                                     |

|  | RshSTT182, 92.6% tương đồng với SARS-COV-2, Rhinolophus shameli, Steung Treng, Campuchia |
|  |                                                                                          |
|  | RshSTT200, 92.6% tương đồng với SARS-COV-2, Rhinolophus shameli, Steung Treng, Campuchia |
|  |                                                                                          |

|  | RacCS203, 91.5% tương đồng với SARS-COV-2, Rhinolophus acuminatus, Chachoengsao, Thái Lan |
|  |                                                                                           |
|  | RmYN02, 93.3% tương đồng với SARS-COV-2, Rhinolophus malayanus Mãnh Lạp, Vân Nam          |
|  |                                                                                           |

|  | RaTG13, 96.1% tương đồng với SARS-COV-2, Rhinolophus affinis, Huyện tự trị dân tộc Cáp Nê Mặc Giang, Vân Nam |
|  | |
|  | SARS-CoV-2                                                                                                   |
|  | |

|  | RshSTT182, 92.6% tương đồng với SARS-COV-2, Rhinolophus shameli, Steung Treng, Campuchia |
|  |                                                                                          |
|  | RshSTT200, 92.6% tương đồng với SARS-COV-2, Rhinolophus shameli, Steung Treng, Campuchia |
|  |                                                                                          |

|  | RacCS203, 91.5% tương đồng với SARS-COV-2, Rhinolophus acuminatus, Chachoengsao, Thái Lan |
|  |                                                                                           |
|  | RmYN02, 93.3% tương đồng với SARS-COV-2, Rhinolophus malayanus Mãnh Lạp, Vân Nam          |
|  |                                                                                           |

|  | RaTG13, 96.1% tương đồng với SARS-COV-2, Rhinolophus affinis, Huyện tự trị dân tộc Cáp Nê Mặc Giang, Vân Nam |
|  | |
|  | SARS-CoV-2                                                                                                   |
|  | |

|  | RshSTT182, 92.6% tương đồng với SARS-COV-2, Rhinolophus shameli, Steung Treng, Campuchia |
|  |                                                                                          |
|  | RshSTT200, 92.6% tương đồng với SARS-COV-2, Rhinolophus shameli, Steung Treng, Campuchia |
|  |                                                                                          |

|  | RacCS203, 91.5% tương đồng với SARS-COV-2, Rhinolophus acuminatus, Chachoengsao, Thái Lan |
|  |                                                                                           |
|  | RmYN02, 93.3% tương đồng với SARS-COV-2, Rhinolophus malayanus Mãnh Lạp, Vân Nam          |
|  |                                                                                           |

|  | RaTG13, 96.1% tương đồng với SARS-COV-2, Rhinolophus affinis, Huyện tự trị dân tộc Cáp Nê Mặc Giang, Vân Nam |
|  | |
|  | SARS-CoV-2                                                                                                   |
|  | |

|  | RshSTT182, 92.6% tương đồng với SARS-COV-2, Rhinolophus shameli, Steung Treng, Campuchia |
|  |                                                                                          |
|  | RshSTT200, 92.6% tương đồng với SARS-COV-2, Rhinolophus shameli, Steung Treng, Campuchia |
|  |                                                                                          |

|  | RacCS203, 91.5% tương đồng với SARS-COV-2, Rhinolophus acuminatus, Chachoengsao, Thái Lan |
|  |                                                                                           |
|  | RmYN02, 93.3% tương đồng với SARS-COV-2, Rhinolophus malayanus Mãnh Lạp, Vân Nam          |
|  |                                                                                           |

|  | RaTG13, 96.1% tương đồng với SARS-COV-2, Rhinolophus affinis, Huyện tự trị dân tộc Cáp Nê Mặc Giang, Vân Nam |
|  | |
|  | SARS-CoV-2                                                                                                   |
|  | |

|  | RshSTT182, 92.6% tương đồng với SARS-COV-2, Rhinolophus shameli, Steung Treng, Campuchia |
|  |                                                                                          |
|  | RshSTT200, 92.6% tương đồng với SARS-COV-2, Rhinolophus shameli, Steung Treng, Campuchia |
|  |                                                                                          |

|  | RacCS203, 91.5% tương đồng với SARS-COV-2, Rhinolophus acuminatus, Chachoengsao, Thái Lan |
|  |                                                                                           |
|  | RmYN02, 93.3% tương đồng với SARS-COV-2, Rhinolophus malayanus Mãnh Lạp, Vân Nam          |
|  |                                                                                           |

|  | RaTG13, 96.1% tương đồng với SARS-COV-2, Rhinolophus affinis, Huyện tự trị dân tộc Cáp Nê Mặc Giang, Vân Nam |
|  | |
|  | SARS-CoV-2                                                                                                   |
|  | |

|  | RshSTT182, 92.6% tương đồng với SARS-COV-2, Rhinolophus shameli, Steung Treng, Campuchia |
|  |                                                                                          |
|  | RshSTT200, 92.6% tương đồng với SARS-COV-2, Rhinolophus shameli, Steung Treng, Campuchia |
|  |                                                                                          |

|  | RacCS203, 91.5% tương đồng với SARS-COV-2, Rhinolophus acuminatus, Chachoengsao, Thái Lan |
|  |                                                                                           |
|  | RmYN02, 93.3% tương đồng với SARS-COV-2, Rhinolophus malayanus Mãnh Lạp, Vân Nam          |
|  |                                                                                           |

|  | RaTG13, 96.1% tương đồng với SARS-COV-2, Rhinolophus affinis, Huyện tự trị dân tộc Cáp Nê Mặc Giang, Vân Nam |
|  | |
|  | SARS-CoV-2                                                                                                   |
|  | |

|  | RshSTT182, 92.6% tương đồng với SARS-COV-2, Rhinolophus shameli, Steung Treng, Campuchia |
|  |                                                                                          |
|  | RshSTT200, 92.6% tương đồng với SARS-COV-2, Rhinolophus shameli, Steung Treng, Campuchia |
|  |                                                                                          |

|  | RacCS203, 91.5% tương đồng với SARS-COV-2, Rhinolophus acuminatus, Chachoengsao, Thái Lan |
|  |                                                                                           |
|  | RmYN02, 93.3% tương đồng với SARS-COV-2, Rhinolophus malayanus Mãnh Lạp, Vân Nam          |
|  |                                                                                           |

|  | RaTG13, 96.1% tương đồng với SARS-COV-2, Rhinolophus affinis, Huyện tự trị dân tộc Cáp Nê Mặc Giang, Vân Nam |
|  | |
|  | SARS-CoV-2                                                                                                   |
|  | |

|  | RshSTT182, 92.6% tương đồng với SARS-COV-2, Rhinolophus shameli, Steung Treng, Campuchia |
|  |                                                                                          |
|  | RshSTT200, 92.6% tương đồng với SARS-COV-2, Rhinolophus shameli, Steung Treng, Campuchia |
|  |                                                                                          |

|  | RacCS203, 91.5% tương đồng với SARS-COV-2, Rhinolophus acuminatus, Chachoengsao, Thái Lan |
|  |                                                                                           |
|  | RmYN02, 93.3% tương đồng với SARS-COV-2, Rhinolophus malayanus Mãnh Lạp, Vân Nam          |
|  |                                                                                           |

|  | RaTG13, 96.1% tương đồng với SARS-COV-2, Rhinolophus affinis, Huyện tự trị dân tộc Cáp Nê Mặc Giang, Vân Nam |
|  | |
|  | SARS-CoV-2                                                                                                   |
|  | |

|  | SL-ZXC21, 88% tương đồng với SARS-COV-2, Rhinolophus pusillus, Chu Sơn, Chiết Giang |
|  |                                                                                     |
|  | SL-ZC45, 88% tương đồng với SARS-COV-2, Rhinolophus pusillus, Chu Sơn, Chiết Giang  |
|  |                                                                                     |

|  | RshSTT182, 92.6% tương đồng với SARS-COV-2, Rhinolophus shameli, Steung Treng, Campuchia |
|  |                                                                                          |
|  | RshSTT200, 92.6% tương đồng với SARS-COV-2, Rhinolophus shameli, Steung Treng, Campuchia |
|  |                                                                                          |

|  | RacCS203, 91.5% tương đồng với SARS-COV-2, Rhinolophus acuminatus, Chachoengsao, Thái Lan |
|  |                                                                                           |
|  | RmYN02, 93.3% tương đồng với SARS-COV-2, Rhinolophus malayanus Mãnh Lạp, Vân Nam          |
|  |                                                                                           |

|  | RaTG13, 96.1% tương đồng với SARS-COV-2, Rhinolophus affinis, Huyện tự trị dân tộc Cáp Nê Mặc Giang, Vân Nam |
|  | |
|  | SARS-CoV-2                                                                                                   |
|  | |

|  | RshSTT182, 92.6% tương đồng với SARS-COV-2, Rhinolophus shameli, Steung Treng, Campuchia |
|  |                                                                                          |
|  | RshSTT200, 92.6% tương đồng với SARS-COV-2, Rhinolophus shameli, Steung Treng, Campuchia |
|  |                                                                                          |

|  | RacCS203, 91.5% tương đồng với SARS-COV-2, Rhinolophus acuminatus, Chachoengsao, Thái Lan |
|  |                                                                                           |
|  | RmYN02, 93.3% tương đồng với SARS-COV-2, Rhinolophus malayanus Mãnh Lạp, Vân Nam          |
|  |                                                                                           |

|  | RaTG13, 96.1% tương đồng với SARS-COV-2, Rhinolophus affinis, Huyện tự trị dân tộc Cáp Nê Mặc Giang, Vân Nam |
|  | |
|  | SARS-CoV-2                                                                                                   |
|  | |

|  | RshSTT182, 92.6% tương đồng với SARS-COV-2, Rhinolophus shameli, Steung Treng, Campuchia |
|  |                                                                                          |
|  | RshSTT200, 92.6% tương đồng với SARS-COV-2, Rhinolophus shameli, Steung Treng, Campuchia |
|  |                                                                                          |

|  | RacCS203, 91.5% tương đồng với SARS-COV-2, Rhinolophus acuminatus, Chachoengsao, Thái Lan |
|  |                                                                                           |
|  | RmYN02, 93.3% tương đồng với SARS-COV-2, Rhinolophus malayanus Mãnh Lạp, Vân Nam          |
|  |                                                                                           |

|  | RaTG13, 96.1% tương đồng với SARS-COV-2, Rhinolophus affinis, Huyện tự trị dân tộc Cáp Nê Mặc Giang, Vân Nam |
|  | |
|  | SARS-CoV-2                                                                                                   |
|  | |

|  | RshSTT182, 92.6% tương đồng với SARS-COV-2, Rhinolophus shameli, Steung Treng, Campuchia |
|  |                                                                                          |
|  | RshSTT200, 92.6% tương đồng với SARS-COV-2, Rhinolophus shameli, Steung Treng, Campuchia |
|  |                                                                                          |

|  | RacCS203, 91.5% tương đồng với SARS-COV-2, Rhinolophus acuminatus, Chachoengsao, Thái Lan |
|  |                                                                                           |
|  | RmYN02, 93.3% tương đồng với SARS-COV-2, Rhinolophus malayanus Mãnh Lạp, Vân Nam          |
|  |                                                                                           |

|  | RaTG13, 96.1% tương đồng với SARS-COV-2, Rhinolophus affinis, Huyện tự trị dân tộc Cáp Nê Mặc Giang, Vân Nam |
|  | |
|  | SARS-CoV-2                                                                                                   |
|  | |

|  | RshSTT182, 92.6% tương đồng với SARS-COV-2, Rhinolophus shameli, Steung Treng, Campuchia |
|  |                                                                                          |
|  | RshSTT200, 92.6% tương đồng với SARS-COV-2, Rhinolophus shameli, Steung Treng, Campuchia |
|  |                                                                                          |

|  | RacCS203, 91.5% tương đồng với SARS-COV-2, Rhinolophus acuminatus, Chachoengsao, Thái Lan |
|  |                                                                                           |
|  | RmYN02, 93.3% tương đồng với SARS-COV-2, Rhinolophus malayanus Mãnh Lạp, Vân Nam          |
|  |                                                                                           |

|  | RaTG13, 96.1% tương đồng với SARS-COV-2, Rhinolophus affinis, Huyện tự trị dân tộc Cáp Nê Mặc Giang, Vân Nam |
|  | |
|  | SARS-CoV-2                                                                                                   |
|  | |

|  | RshSTT182, 92.6% tương đồng với SARS-COV-2, Rhinolophus shameli, Steung Treng, Campuchia |
|  |                                                                                          |
|  | RshSTT200, 92.6% tương đồng với SARS-COV-2, Rhinolophus shameli, Steung Treng, Campuchia |
|  |                                                                                          |

|  | RacCS203, 91.5% tương đồng với SARS-COV-2, Rhinolophus acuminatus, Chachoengsao, Thái Lan |
|  |                                                                                           |
|  | RmYN02, 93.3% tương đồng với SARS-COV-2, Rhinolophus malayanus Mãnh Lạp, Vân Nam          |
|  |                                                                                           |

|  | RaTG13, 96.1% tương đồng với SARS-COV-2, Rhinolophus affinis, Huyện tự trị dân tộc Cáp Nê Mặc Giang, Vân Nam |
|  | |
|  | SARS-CoV-2                                                                                                   |
|  | |

|  | RshSTT182, 92.6% tương đồng với SARS-COV-2, Rhinolophus shameli, Steung Treng, Campuchia |
|  |                                                                                          |
|  | RshSTT200, 92.6% tương đồng với SARS-COV-2, Rhinolophus shameli, Steung Treng, Campuchia |
|  |                                                                                          |

|  | RacCS203, 91.5% tương đồng với SARS-COV-2, Rhinolophus acuminatus, Chachoengsao, Thái Lan |
|  |                                                                                           |
|  | RmYN02, 93.3% tương đồng với SARS-COV-2, Rhinolophus malayanus Mãnh Lạp, Vân Nam          |
|  |                                                                                           |

|  | RaTG13, 96.1% tương đồng với SARS-COV-2, Rhinolophus affinis, Huyện tự trị dân tộc Cáp Nê Mặc Giang, Vân Nam |
|  | |
|  | SARS-CoV-2                                                                                                   |
|  | |

|  | RshSTT182, 92.6% tương đồng với SARS-COV-2, Rhinolophus shameli, Steung Treng, Campuchia |
|  |                                                                                          |
|  | RshSTT200, 92.6% tương đồng với SARS-COV-2, Rhinolophus shameli, Steung Treng, Campuchia |
|  |                                                                                          |

|  | RacCS203, 91.5% tương đồng với SARS-COV-2, Rhinolophus acuminatus, Chachoengsao, Thái Lan |
|  |                                                                                           |
|  | RmYN02, 93.3% tương đồng với SARS-COV-2, Rhinolophus malayanus Mãnh Lạp, Vân Nam          |
|  |                                                                                           |

|  | RaTG13, 96.1% tương đồng với SARS-COV-2, Rhinolophus affinis, Huyện tự trị dân tộc Cáp Nê Mặc Giang, Vân Nam |
|  | |
|  | SARS-CoV-2                                                                                                   |
|  | |

|  | SL-ZXC21, 88% tương đồng với SARS-COV-2, Rhinolophus pusillus, Chu Sơn, Chiết Giang |
|  |                                                                                     |
|  | SL-ZC45, 88% tương đồng với SARS-COV-2, Rhinolophus pusillus, Chu Sơn, Chiết Giang  |
|  |                                                                                     |

|  | RshSTT182, 92.6% tương đồng với SARS-COV-2, Rhinolophus shameli, Steung Treng, Campuchia |
|  |                                                                                          |
|  | RshSTT200, 92.6% tương đồng với SARS-COV-2, Rhinolophus shameli, Steung Treng, Campuchia |
|  |                                                                                          |

|  | RacCS203, 91.5% tương đồng với SARS-COV-2, Rhinolophus acuminatus, Chachoengsao, Thái Lan |
|  |                                                                                           |
|  | RmYN02, 93.3% tương đồng với SARS-COV-2, Rhinolophus malayanus Mãnh Lạp, Vân Nam          |
|  |                                                                                           |

|  | RaTG13, 96.1% tương đồng với SARS-COV-2, Rhinolophus affinis, Huyện tự trị dân tộc Cáp Nê Mặc Giang, Vân Nam |
|  | |
|  | SARS-CoV-2                                                                                                   |
|  | |

|  | RshSTT182, 92.6% tương đồng với SARS-COV-2, Rhinolophus shameli, Steung Treng, Campuchia |
|  |                                                                                          |
|  | RshSTT200, 92.6% tương đồng với SARS-COV-2, Rhinolophus shameli, Steung Treng, Campuchia |
|  |                                                                                          |

|  | RacCS203, 91.5% tương đồng với SARS-COV-2, Rhinolophus acuminatus, Chachoengsao, Thái Lan |
|  |                                                                                           |
|  | RmYN02, 93.3% tương đồng với SARS-COV-2, Rhinolophus malayanus Mãnh Lạp, Vân Nam          |
|  |                                                                                           |

|  | RaTG13, 96.1% tương đồng với SARS-COV-2, Rhinolophus affinis, Huyện tự trị dân tộc Cáp Nê Mặc Giang, Vân Nam |
|  | |
|  | SARS-CoV-2                                                                                                   |
|  | |

|  | RshSTT182, 92.6% tương đồng với SARS-COV-2, Rhinolophus shameli, Steung Treng, Campuchia |
|  |                                                                                          |
|  | RshSTT200, 92.6% tương đồng với SARS-COV-2, Rhinolophus shameli, Steung Treng, Campuchia |
|  |                                                                                          |

|  | RacCS203, 91.5% tương đồng với SARS-COV-2, Rhinolophus acuminatus, Chachoengsao, Thái Lan |
|  |                                                                                           |
|  | RmYN02, 93.3% tương đồng với SARS-COV-2, Rhinolophus malayanus Mãnh Lạp, Vân Nam          |
|  |                                                                                           |

|  | RaTG13, 96.1% tương đồng với SARS-COV-2, Rhinolophus affinis, Huyện tự trị dân tộc Cáp Nê Mặc Giang, Vân Nam |
|  | |
|  | SARS-CoV-2                                                                                                   |
|  | |

|  | RshSTT182, 92.6% tương đồng với SARS-COV-2, Rhinolophus shameli, Steung Treng, Campuchia |
|  |                                                                                          |
|  | RshSTT200, 92.6% tương đồng với SARS-COV-2, Rhinolophus shameli, Steung Treng, Campuchia |
|  |                                                                                          |

|  | RacCS203, 91.5% tương đồng với SARS-COV-2, Rhinolophus acuminatus, Chachoengsao, Thái Lan |
|  |                                                                                           |
|  | RmYN02, 93.3% tương đồng với SARS-COV-2, Rhinolophus malayanus Mãnh Lạp, Vân Nam          |
|  |                                                                                           |

|  | RaTG13, 96.1% tương đồng với SARS-COV-2, Rhinolophus affinis, Huyện tự trị dân tộc Cáp Nê Mặc Giang, Vân Nam |
|  | |
|  | SARS-CoV-2                                                                                                   |
|  | |

|  | RshSTT182, 92.6% tương đồng với SARS-COV-2, Rhinolophus shameli, Steung Treng, Campuchia |
|  |                                                                                          |
|  | RshSTT200, 92.6% tương đồng với SARS-COV-2, Rhinolophus shameli, Steung Treng, Campuchia |
|  |                                                                                          |

|  | RacCS203, 91.5% tương đồng với SARS-COV-2, Rhinolophus acuminatus, Chachoengsao, Thái Lan |
|  |                                                                                           |
|  | RmYN02, 93.3% tương đồng với SARS-COV-2, Rhinolophus malayanus Mãnh Lạp, Vân Nam          |
|  |                                                                                           |

|  | RaTG13, 96.1% tương đồng với SARS-COV-2, Rhinolophus affinis, Huyện tự trị dân tộc Cáp Nê Mặc Giang, Vân Nam |
|  | |
|  | SARS-CoV-2                                                                                                   |
|  | |

|  | RshSTT182, 92.6% tương đồng với SARS-COV-2, Rhinolophus shameli, Steung Treng, Campuchia |
|  |                                                                                          |
|  | RshSTT200, 92.6% tương đồng với SARS-COV-2, Rhinolophus shameli, Steung Treng, Campuchia |
|  |                                                                                          |

|  | RacCS203, 91.5% tương đồng với SARS-COV-2, Rhinolophus acuminatus, Chachoengsao, Thái Lan |
|  |                                                                                           |
|  | RmYN02, 93.3% tương đồng với SARS-COV-2, Rhinolophus malayanus Mãnh Lạp, Vân Nam          |
|  |                                                                                           |

|  | RaTG13, 96.1% tương đồng với SARS-COV-2, Rhinolophus affinis, Huyện tự trị dân tộc Cáp Nê Mặc Giang, Vân Nam |
|  | |
|  | SARS-CoV-2                                                                                                   |
|  | |

|  | RshSTT182, 92.6% tương đồng với SARS-COV-2, Rhinolophus shameli, Steung Treng, Campuchia |
|  |                                                                                          |
|  | RshSTT200, 92.6% tương đồng với SARS-COV-2, Rhinolophus shameli, Steung Treng, Campuchia |
|  |                                                                                          |

|  | RacCS203, 91.5% tương đồng với SARS-COV-2, Rhinolophus acuminatus, Chachoengsao, Thái Lan |
|  |                                                                                           |
|  | RmYN02, 93.3% tương đồng với SARS-COV-2, Rhinolophus malayanus Mãnh Lạp, Vân Nam          |
|  |                                                                                           |

|  | RaTG13, 96.1% tương đồng với SARS-COV-2, Rhinolophus affinis, Huyện tự trị dân tộc Cáp Nê Mặc Giang, Vân Nam |
|  | |
|  | SARS-CoV-2                                                                                                   |
|  | |

|  | RshSTT182, 92.6% tương đồng với SARS-COV-2, Rhinolophus shameli, Steung Treng, Campuchia |
|  |                                                                                          |
|  | RshSTT200, 92.6% tương đồng với SARS-COV-2, Rhinolophus shameli, Steung Treng, Campuchia |
|  |                                                                                          |

|  | RacCS203, 91.5% tương đồng với SARS-COV-2, Rhinolophus acuminatus, Chachoengsao, Thái Lan |
|  |                                                                                           |
|  | RmYN02, 93.3% tương đồng với SARS-COV-2, Rhinolophus malayanus Mãnh Lạp, Vân Nam          |
|  |                                                                                           |

|  | RaTG13, 96.1% tương đồng với SARS-COV-2, Rhinolophus affinis, Huyện tự trị dân tộc Cáp Nê Mặc Giang, Vân Nam |
|  | |
|  | SARS-CoV-2                                                                                                   |
|  | |